# (2574) Ladoga
(2574) Ladoga est un astéroïde de la ceinture principale.

## Description
(2574) Ladoga est un astéroïde de la ceinture principale. Il fut découvert le 22 octobre 1968 à Naoutchnyï par Tamara Smirnova. Il présente une orbite caractérisée par un demi-grand axe de 2,85 UA, une excentricité de 0,07 et une inclinaison de 2,1° par rapport à l'écliptique.

## Nom
Il a été nommé d'après le lac Ladoga, plus grand lac d'Europe, situé près de Saint-Pétersbourg. Le lac Ladoga se situe au nord-est de Saint-Pétersbourg, en Carélie, non loin de la frontière finlandaise. Il est alimenté par une trentaine de rivières dont le Svir, exutoire du lac Onega. L'exutoire du lac Ladoga est la Neva qui traverse la ville de Saint-Pétersbourg. Le lac compte environ 660 îles et îlots dont la célèbre île de Valaam. Le Lac couvre une superficie de 17 700 km2.

## Compléments